# Takhat
Takhat va ser una princesa i reina egípcia de la XIX Dinastia. Era la mare de Tausret i del faraó usurpador Amenmesse.

## Orígens familiars
| t&A | N28 · t | B7 |

| t&A | N28 · t | B7 |

Se'n sap poc d'ella més enllà que fos la mare d’Amenmesse. Portava els títols de Filla del Rei i el de Esposa del Rei. Se la considera una filla de Ramsès II, ja que apareix mencionada en un òstracon que hi ha al Louvre. Hauria estat doncs una tieta de Seti II, tot i que com un dels fills més petits de Ramsès, és molt probable que tingués la mateixa edat o fins i tot fos més jove que el seu nebot, que era net de Ramsès. També és possible que hagués estat neta de Ramsès, ja que hi ha diversos exemples de netes que porten el títol de Filla del Rei, tot i que no era gaire habitual. El rei amb el que s'hauria casat era Merenptah o Seti II.
Se la mostra a diverses estàtues d’Amenmesse, entre elles a dues estàtues del temple de Karnak. En una d'aquestes, que encara es manté a Karnak, se l'anomena Filla del Rei i Esposa del Rei (Takhat), on la paraula "esposa" va substituir en el seu moment al de "mare" en la inscripció. Segons Aidan Dodson i Dyan Hilton, el títol es va recuperar quan Seti, l'hereu legítim, va recuperar el tron i va usurpar l'estàtua, cosa que demostraria o bé que Takhat s'hauria casat amb Seti quan es va convertir en faraó, o bé que havien estat casats abans. Això significaria que Amenmesse era el fill de Seti i hauria usurpat el tron del seu propi pare. Aquesta teoria es reforça amb l'altra estàtua (avui al Museu del Caire), en la qual també s'anomena a Takhat Filla del Rei i Esposa del Rei, però sense cap rastre d'haver estat canviat, mentre que el nom del rei hi va substituir un altre nom. Aquesta estàtua va ser feta, segons Dodson i Hilton, per Seti; més tard va ser usurpat per Amenmesse que va substituir el nom de Seti pel seu, deixant intactes els títols de la seva mare. Finalment, el nom d'Amenmesse va ser substituït pel de Seti novament. Segons una altra teoria, Seti mai no es va casar amb Takhat i va fer que els seus títols originals fossin rascats per eliminar totes les traces del govern del seu fill.

## Tomba
És probable que Takhat hagués estat enterrada a la tomba KV10 d'Amenmesse a la Vall dels Reis. La tapa del seu sarcòfag pertanyia originalment a una princesa-reina desconeguda anomenada Anuketemheb, que podria ser la mateixa que una filla de Ramsès II el nom de la qual apareix al temple de Luxor fragmentat i només es pot llegir (...)heb. La tomba va ser usurpada més tard per dos membres de la família de Ramsès IX: la seva mare que també s'anomenava Takhat i la seva Gran Esposa Reial Baketuernel.
Al principi s'havia considerat que Baketuernel era la Gran Esposa Reial d’Amenmesse, però es va demostrar que la decoració de la tomba que l'esmentava havia reemplaçat la d’Amenmesse, de manera que aquesta reina debia haver viscut més tard.